# Chris Smith (baloncestista de 1970)
Christopher Gerard "Chris" Smith (Bridgeport, Connecticut, 17 de mayo de 1970) es un exjugador de baloncesto estadounidense que disputó tres temporadas en la NBA, además de jugar en la CBA, en Sudamérica y en Europa. Con 1,90 metros de estatura, lo hacía en la posición de base.

## Trayectoria deportiva

### Universidad
Jugó durante cuatro temporadas con los Huskies de la Universidad de Connecticut, en las que promedió 16,9 puntos, 2,9 rebotes y 3,4 asistencias por partido. Es en la actualidad el líder histórico en anotación de los Huskies, con 2.145 puntos anotados, siendo uno de los dos únicos jugadores de su universidad en anotar más de 500 puntos en tres temporadas diferentes. En 1990 fue elegido mejor jugador del torneo de la Big East Conference, y en 1992 incluido en el mejor quinteto de la conferencia.

### Selección nacional
En 1990 disputó con la selección de Estados Unidos el Campeonato del Mundo de Argentina, donde acabaron con la medalla de bronce, y ese mismo año también disputó los Goodwill Games en Seattle, donde ganaron la plata.

### Profesional
Fue elegido en la trigésimo cuarta posición del Draft de la NBA de 1992 por Minnesota Timberwolves, donde jugó durante tres temporadas, siendo la mejor de ellas la segunda, la 93-94, en la que promedió 5,9 puntos y 3,6 asistencias como suplente de Isaiah Rider.
Tras terminar contrato, los Wolves renuncian a sus derechos, marchándose a jugar a la liga ACB, donde sustituye a Rod Mason en el Cáceres Club Baloncesto, jugando 15 partidos en los que promedió 22,3 puntos y 1,7 asistencias. Tras jugar en el verano en Puerto Rico, regresa a Europa, fichando por el BC Houthalen belga, donde pasa casi toda la temporada lesionado. Al año siguiente se marcha al CSP Limoges francés, donde sólo disputa 9 partidos antes de ser cortado y sustituido por Jerome Allen.
En 1997 regresa a su país, jugando en la CBA en diferentes equipos hasta 2000, fecha de su retirada abrumado por sus lesiones, con un breve regreso al continente europeo para jugar apenas un mes con el Maccabi Ra'anana de Israel.

## Estadísticas de su carrera en la NBA

### Temporada regular
| Temporada | Edad | Equipo                 | Liga | P   | TIT | MIN  | TC  | TCA | %TC  | 3P  | 3PA | %3P  | TL  | TLA | %TL  | R.OF. | R.DEF. | REB | ASIS | ROB | TAP | PER | FP  | PTS |
| 1992-93   | 22   | Minnesota Timberwolves | NBA  | 80  | 6   | 15.8 | 1.6 | 3.6 | .433 | 0.0 | 0.2 | .143 | 1.2 | 1.5 | .792 | 0.4   | 0.8    | 1.2 | 2.5  | 0.6 | 0.2 | 0.9 | 1.2 | 4.3 |
| 1993-94   | 23   | Minnesota Timberwolves | NBA  | 80  | 16  | 20.2 | 2.3 | 5.3 | .435 | 0.1 | 0.5 | .256 | 1.2 | 1.8 | .674 | 0.2   | 1.3    | 1.5 | 3.6  | 0.5 | 0.2 | 1.3 | 1.6 | 5.9 |
| 1994-95   | 24   | Minnesota Timberwolves | NBA  | 64  | 17  | 16.8 | 1.8 | 4.1 | .439 | 0.7 | 1.7 | .435 | 0.6 | 1.0 | .651 | 0.2   | 0.9    | 1.1 | 2.3  | 0.5 | 0.3 | 0.8 | 1.9 | 5.0 |
| Total     |      |                        | NBA  | 224 | 39  | 17.7 | 1.9 | 4.4 | .435 | 0.3 | 0.7 | .366 | 1.0 | 1.4 | .713 | 0.3   | 1.0    | 1.3 | 2.8  | 0.5 | 0.3 | 1.0 | 1.5 | 5.1 |